# Gamaliel II.
Rabban Gam(a)liel II. (רבן גמליאל דיבנה = Rabban Gamliel de-Jabneh; auch Rabban Gamliel beRibbi genannt; † um 114 möglicherweise in Lydda) war ein jüdischer Patriarch.
Gamaliel II., Tannait der zweiten Generation (um 90–130 n. Chr.), Sohn von Simeon ben Gamliel I. und Enkel von „Gamaliel dem Alten“, zur Unterscheidung von seinem Großvater oft als Gamaliel von Javne bezeichnet, Schüler des Hillel, Nachfolger des Jochanan ben Sakkai, war von ca. nach 80/90–110 Leiter (Nasi) des Lehrhauses von Javne und Führer des rabbinischen Judentums, auch wenn seine Position nicht unumstritten war. Dies zeigt seine zeitweilige Absetzung, während der der aus priesterlicher Familie stammende Eleasar ben Asarja die Führung übernahm. Gamaliel II. wird als Mann geschildert, der im Privatleben zuvorkommend, barmherzig und freundlich, in beruflicher Funktion aber unbarmherzig, streng und kompromisslos gewesen sei.
Gamaliel II. ist eine Schlüsselfigur für die Neuordnung des Judentums, die nach der Zerstörung des Jerusalemer Tempels im Jahre 70 u. a. in Abwehr gegen das wachsende Christentum notwendig geworden war, als das synagogale Gebet an die Stelle der täglichen Tempelopfer trat. Zugleich wucherten in dieser Zeit theologisch bedenkliche Schriften, vor allem die sog. Apokalypsen. Dies wehrte Gamaliel II. durch den Abschluss des Bibelkanons sowie die Fixierung des Konsonantentextes der hebräischen Bibel ab.
Viele Streitfragen der Halacha wurden unter seiner Leitung per Mehrheitsentschluss entschieden, wobei sich meist die eher liberale Auffassung Hillels durchsetzte.
Er sorgte für den endgültigen Ausschluss der Judenchristen aus der Synagoge und verfügte die Einfügung der (von Samuel dem Kleinen formulierten) „birkat ha-minim“ (Verfluchung der Häretiker) in das Achtzehnbittengebet.
Gamliel führte die hillelitische Tradition fort, bewies aber auch Strenge und Unerbittlichkeit. Ihm ging es darum, unter schwierigen Bedingungen in einer Zeit des Übergangs die jüdische Einheit zu bewahren und das Lehrhaus in Javne zu einer von allen Juden anerkannten Autorität zu machen. Er unternahm viele Reisen nach Rom, ließ sich auf Dispute mit römischen Gelehrten ein und versuchte den Rest der jüdischen Souveränität zu bewahren und nach Möglichkeit zu erweitern.
Wann er starb, lässt sich nicht mit Gewissheit sagen. Einzelne Quellen nennen seinen Tod in Lydda im Jahr 114. Seine Grabstätte ist unbekannt.